# درخت پنجه دنده‌ای
درخت پنجهٔ دنده‌ای (نام علمی: Bombax costatum) نام یک گونه از سرده پنجه‌درخت‌ها است.